# Aristobrotica flavonotata
Aristobrotica flavonotata là một loài bọ cánh cứng trong họ Chrysomelidae. Loài này được Jacoby miêu tả khoa học năm 1880.